# Лінія 6 (Паризький метрополітен)
Лінія 6 — лінія Паризького метрополітену, яка перетинає Париж зі сходу на захід преважно по лівому березі Сени. Лінію було відкрито 1 березня 1909 року на дільниці Пляс д'Італі — Насьйон. До 1942 року ділянка Шарль де Голль — Етуаль — Пляс д'Італі слугувала частиною гілки 2 Південь, яка була розділена між лініями 5 і 6.

## Станції

Схема лінії.

| Назва Мовою оригіналу                              | Комуна          | Дата відкриття   | Пересадки                           | Примітки                                                                 |
| -------------------------------------------------- | --------------- | ---------------- | ----------------------------------- | ------------------------------------------------------------------------ |
| Шарль де Голль — Етуаль Charles de Gaulle — Étoile | VIII, XVI, XVII | 2 жовтня 1900    | (М) · (1) · (2) · (RER) · (A)       |                                                                          |
| Клебер Kléber                                      | XVI             | 2 жовтня 1900    |                                     | На честь Жана-Батіста Клебера                                            |
| Буассьєр Boissière                                 | XVI             | 2 жовтня 1900    |                                     |                                                                          |
| Трокадеро Trocadéro                                | XVI             | 2 жовтня 1900    | (М) · (9)                           | На честь штурму Трокадеро                                                |
| Пассі Passy                                        | XVI             | 6 листопада 1903 |                                     |                                                                          |
| Бір-Акейм Тур-Ейфель Bir-Hakeim                    | XV              | 24 квітня 1906   | (RER) · (C)                         | На честь битви за Бір-Хакейм, поблизу Ейфелевої вежі                     |
| Дюплекс Dupleix                                    | XV              | 24 квітня 1906   |                                     | На честь Жозефа-Франсуа Дюплекса                                         |
| Ла Мотт-Піке — Гренель La Motte-Picquet — Grenelle | XV              | 24 квітня 1906   | (М) · (8) · (10)                    |                                                                          |
| Камбронн Cambronne                                 | XV              | 24 квітня 1906   |                                     | На честь П'єра Камброна                                                  |
| Севр — Лекурб Sèvres — Lecourbe                    | XV              | 24 квітня 1906   |                                     | На честь міста Севра та Клода Жака Лекурба                               |
| Пастер Pasteur                                     | XV              | 24 квітня 1906   | (М) · (12)                          | На честь Луї Пастера                                                     |
| Монпарнас — Б'єнвеню Montparnasse — Bienvenüe      | VI, XIV, XV     | 24 квітня 1906   | TER Centre TER Basse-Normandie      | На честь вокзалу Монпарнас та творця паризького метро Фюльжанса Б'єнвеню |
| Едгар Кіне Edgar Quinet                            | XIV             | 24 квітня 1906   |                                     | На честь Едгара Кіне                                                     |
| Распай Raspail                                     | XIV             | 24 квітня 1906   | (М) · (4)                           | На честь Франсуа-Венсана Распая                                          |
| Данфер-Рошро Колонель Роль-Тангі Denfert-Rochereau | XIV             | 24 квітня 1906   | (М) · (4) · (RER) · (B)             | На честь П'єра Данфер-Рошро                                              |
| Сен-Жак Saint-Jacques                              | XIV             | 24 квітня 1906   |                                     |                                                                          |
| Гласьєр Glacière                                   | XIII            | 24 квітня 1906   |                                     |                                                                          |
| Корвізар Corvisart                                 | XIII            | 24 квітня 1906   |                                     | На честь Жана-Ніколя Корвізара                                           |
| Плас д'Італі Place d'Italie                        | XIII            | 24 квітня 1906   | (М) · (5) · (7)                     | На площі Італії                                                          |
| Насьйональ Nationale                               | XIII            | 1 березня 1909   |                                     |                                                                          |
| Шевальре Chevaleret                                | XIII            | 1 березня 1909   |                                     |                                                                          |
| Ке-де-ля-Гар Quai de la Gare                       | XIII            | 1 березня 1909   |                                     |                                                                          |
| Берсі Bercy                                        | XII             | 1 березня 1909   | TER Bourgogne                       | Вихід до вокзалу Берсі                                                   |
| Дюгомм'є Dugommier                                 | XII             | 1 березня 1909   |                                     | На честь Жака Франсуа Дюгомм'є                                           |
| Доменіль Фелікс Ебуе Daumesnil                     | XII             | 1 березня 1909   | (М) · (8)                           | На честь П'єра Доменіля                                                  |
| Бель-Ер Bel-Air                                    | XII             | 1 березня 1909   |                                     |                                                                          |
| Пікпюс Куртелін Picpus                             | XII             | 1 березня 1909   |                                     |                                                                          |
| Насьйон Nation                                     | XI, XII         | 1 березня 1909   | (М) · (1) · (2) · (9) · (RER) · (A) |                                                                          |